# 窒素爆弾
窒素爆弾（ちっそばくだん、nitrogen bomb）、N²爆弾（エヌツーばくだん）とは、原子爆弾を上回る威力を持つ新型爆弾として1953年頃に旧ソビエト連邦が開発したとされたが実在しなかった、架空の爆弾である。当時はアメリカの新聞に掲載されて大騒ぎとなり、日本でも第19回国会本会議で原子爆弾、水素爆弾、窒素爆弾、コバルト爆弾についての議論が行われている。
その後、一般社会にも窒素爆弾の名前が広まり、空想小説・漫画・テレビ番組（アニメを含む）などに何度も登場している。窒素爆弾が具体的にどのような原理によるものかについての説明は空想の範疇を出ることなく、現在では空想上の兵器として定着している。
上記の架空爆弾とは別に2004年、窒素爆弾と称し得る物質が発見されている。窒素を 1,700 ℃、110万気圧で圧縮するとできるポリ窒素は、トリメチレントリニトロアミン爆薬の5倍以上のエネルギーを持つことが判明したが、安定した状態で取り扱うことができないため、実用化のめどは立っていない。

## 登場した作品
- E・E・スミスのスペースオペラ作品
『火星航路SOS（惑星連合の戦士）』では劇中で説明があり「二十六個の窒素原子をひとつの分子にまとめたもの」で、低温下でないと爆発する[2]。
『レンズマン』シリーズではデュオデカプリラトメート（DUODECAPLYLATOMATE）の名前で登場（略称の「デュオデック」表記の方が多い）し、解説書『E・E・スミスの諸宇宙（THE UNIVERSES OF E.E.SMITH）』によると七価の窒素三百二十四個による分子だとされる[3]。
- 忍者部隊月光 13話 電撃はやぶさ作戦
- 日本沈没 - リメイク版より
- ハルシオン・ランチ　#2 アゾトバクター
- エースコンバットシリーズ - 本シリーズに登場するADFX-01/02 モルガン、およびADA-01A/同B アドラー（Aは設定のみ）が搭載する『MPBM』および『SDBM』（設定のみ）は、ポリ窒素を用いた兵器であるという公式設定がある。また、同じく本シリーズに登場する潜水航空巡洋艦「アリコーン」に搭載されている600mmレールキャノンは、ポリ窒素を用いた広域榴弾を使用することが可能で、これによる長距離対空攻撃が可能である。
- エヴァンゲリオン
  - 『新世紀エヴァンゲリオン（1995年）』第拾九(19)話で第14の使徒ゼルエルに綾波レイが乗る零号機がN2爆弾を持って特攻するが失敗。但し、本作品に登場するN2爆弾は、『No Nuclear(訳:核兵器ではない)』と言う意味の略称としてのN2という説があり、窒素爆弾(窒素という意味の『N2』でもあるという説)や水素爆弾の起爆剤に原子爆弾を使用しないで「反物質」を使用した純粋水爆という説もある。
    - 『ヱヴァンゲリヲン新劇場版:破（2009年）』で第10の使徒に綾波レイが乗る零号機(改)が、N2爆弾を弾頭として搭載した大型ミサイルで特攻するが失敗（リメイク作の為、上記と同様）。
- バイオハザード ヴィレッジ - ストーリー終盤にてクリス・レッドフィールドが特異菌の菌根を村ごと爆破するために設置。